# St. Christopher-Nevis-Anguilla

Flagge St. Christopher-Nevis-Anguillas

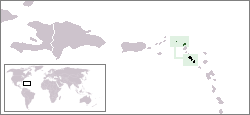
Lage des Territoriums

Saint Christopher-Nevis-Anguilla war ein Überseeterritorium des Vereinigten Königreichs in der Karibik. 1958 wurde es in die Westindische Föderation, ein Zusammenschluss mehrerer Britischer Kolonien zu einem unabhängigen Staat, eingegliedert. Als diese 1962 zusammenbrach, wurde Saint Christopher-Nevis-Anguilla wieder Britische Kolonie.
Am 27. Februar 1967 bekam das Territorium volle innere Autonomie als Associated State. Anguilla trennte sich am 30. Mai 1967 aus dem Staat und erklärte sich 1969 für unabhängig. Dies wurde aber weder von der  Regierung von St. Christopher-Nevis-Anguilla auf St. Christopher noch von Großbritannien anerkannt, sodass die Staatsbezeichnung St. Christopher-Nevis-Anguilla weiter verwendet wurde (z. B. auf der 4-Dollar-FAO-Münze der karibischen Staaten von 1970).
Anguilla wurde 1980 offiziell ein eigenständiges britisches Überseegebiet, während die anderen Inseln 1983 als St. Kitts und Nevis unabhängig wurden.

## Persönlichkeiten
- Terrance Drew (* 1976), Mediziner und Politiker